# Космос-1686
Космос-1686 (ТКС-4) — модифицированный беспилотный вариант транспортного корабля снабжения (ТКС-М), предназначенный для стыковки с орбитальной станцией «Салют-7» в качестве её модуля и грузового корабля.

## История
Запущен 27 сентября 1985 года, пристыкован 2 октября 1985 года. Поработал как модуль станции и как грузовик, доставив на борт станции 4322 кг расходных материалов и спецоборудование более 80 наименований — агрегаты систем обеспечения газового состава и жизнеобеспечения, агрегаты ассенизационного устройства, контейнеры с пищей, водой, одеждой, буферную батарею, кабели, бортовую документацию, научную аппаратуру, включая раздвижную ферму «Маяк». В баках ТКС находилось 1550 кг топлива для поддержания орбиты станции «Салют-7», её ориентации и стабилизации. Все эти функции после стыковки ТКС-М взял на себя. Модуль дал существенную прибавку и системе электропитания, передавая на «Салют-7» до 1,1 кВт электроэнергии. Но самым главным было, конечно, научное оборудование массой 1255 кг. Аппаратура предназначалась для проведения более 200 экспериментов.
Военно-прикладной оптический комплекс «Пион-К» с лазерно-электронным телескопом (разработки КБ «Фотон» КОМО) предназначался для оптического наблюдения с высоким разрешением, а также для выполнения программы «Октант» в интересах системы контроля космического пространства и ПРО. Объектами наблюдения «Пиона-К» должны были стать специальные цели, отделяемые из пусковых устройств, закрепленных снаружи 74П (программа «Октант»). Планировалось наблюдать различные объекты на Земле (эксперимент «Поверхность»), на поверхности океана («Зебра») и летающие объекты в атмосфере («Оболочка»). Для проведения военно-прикладных исследований спектральных характеристик излучения фона Земли в инфракрасном диапазоне предназначался также масс-радиоспектрометр Фурье МРСФ-ИК разработки ГОИ им. Вавилова. Специальные уголковые отражатели, которые предполагалось отстреливать от модуля, при работе совместно с «Пионом-К» служили для отработки методов контроля космического пространства и ПРО.
Для проведения «гражданских» экспериментов на ТКС-М стояла научная аппаратура шести наименований. Радиометр «Озон» разработки Ленинградского государственного университета и КБ «Интеграл» предназначался для исследования солнечной радиации и концентрации озона на высотах 15-70 км.
Спектрометр «Фаза» (разработчик ИАФА АН ЭССР) служил для изучения серебристых облаков (измерение спектральных характеристик аэрозолей в атмосфере).
Аппаратура «Севан» разработки НИИ физики конденсированных сред Ереванского ГУ измеряла ядерный состав космического излучения и лёгких частиц высоких энергий.
Для исследования параметров космоса и их стандартизации НИИЯФ МГУ создал установку «Канопус».
ИКИ АН СССР разработал прибор «Нега» для регистрации нейтронов и гамма-квантов.
Аппаратура ИТС 7 служила для исследования звёзд и Солнца в инфракрасном диапазоне (разработчик ФИАН СССР).
После прекращения работ на орбитальной станции «Салют-7» предусматривалось её сохранение на высокой орбите (ТКС-4 своими двигателями поднял орбиту станции до высоты 495 км) для последующего возрождения или возвращения на Землю в рамках программы кораблей многоразового использования «Буран», однако эта программа была закрыта после одного испытательного полёта. Ещё до этого топливо на ТКС-М и на станции «Салют-7» было практически выработано, в 1990 году возросла солнечная активность, и орбитальный комплекс стал резко терять высоту орбиты и неуправляемо сошёл с неё 7 февраля 1991 года (обломки станции и ТКС-4 упали на Аргентину и Чили).